# Fusarium andiyazi
Fusarium andiyazi är en svampart som beskrevs av Marasas, Rheeder, Lampr., K.A. Zeller & J.F. Leslie 2001. Fusarium andiyazi ingår i släktet Fusarium och familjen Nectriaceae.   Inga underarter finns listade i Catalogue of Life.